# Бакиев, Махпир Курбанович
Махпир Курбанович Бакиев (20 июня 1915, Верный, Семиреченская область, Российская Империя — 7 февраля 1986, Алма-Ата, Казахская ССР, СССР) — актёр театра. Народный артист Казахской ССР (1971). Участник Великой Отечественной войны.

## Биография
Один из основателей Уйгурского музыкального драматического театра. Среди сыгранных ролей: Амрэ, Лазым, Лауар («Анархан» Д.Асимова и А.Садырова), Гарин («Гарин и Санем» И.Саттарова и В. И. Дьякова), Тахир («Тахир и Зухра» С.Абдуллы), Полат («Любовь к Родине» Ш.Салиева), Садыр («Садыр палуан» А.Махпирова), Казы («Эфенди Нассреддин» Ю.Мухлисова), Кулмат («Назугум» К.Хасанова и С. Р. Башояна), Даут («Омут» Ж.Босакова), Аскер («Аршин мал Алан» У.Гаджибекова), Козы («Козы Корпеш — Баян сулу» Г.Мусрепова) и др.

## Награды
- 1971 — Народный артист Казахской ССР.
- 1985 — Орден Отечественной войны 2-й степени.